# Blancs en Amérique latine
Le terme de blanc d'Amérique latine désigne des individus de type européen vivant dans les pays latino-américains. Les personnes de type « blanc », en  Amérique latine, peuvent être différemment classées d'un pays à un autre. En Nouvelle-Espagne, sous l'ancien Empire colonial espagnol, la Vice-Royauté (qui assurait la gouvernance de l'Empire) gardait une perception de la notion de race très stricte, considérant les personnes chrétiennes européennes (à cette époque, l'élite de la population était issue de la monarchie catholique) comme ayant le sang pur. La rigueur des lois ethniques sous l'Empire colonial a vraisemblablement encouragé la ségrégation raciale et sociale,,.
Les Blancs Latino-Américains sont les descendants des européens venus explorer et conquérir ce qu'on appelait alors le Nouveau Monde. La Conquista, menée par les Conquistadors, commence à partir de 1492 et voit par la suite un afflux de populations arrivant d'Europe pour s'établir dans les Amériques. L'Amérique latine dans son ensemble a été très largement conquise par les Espagnols, à l'exception notable du Brésil, territoire de la  couronne portugaise. Outre les Espagnols et les Portugais, un grand nombre d'Italiens s'installa en Amérique du Sud, principalement au Brésil, où la communauté italienne représente encore aujourd'hui la plus importante du monde après l'Italie. Arriva également une très grande immigration d'Allemands, de Polonais, de Scandinaves mais également de Britanniques, de Russes, de Belges, de Néerlandais, d'Irlandais, d'Ukrainiens, de Croates, de Suisses et de Grecs,,. 
Partie intégrante de 33 à 36 % de la population (en 2010), d'après plusieurs sources,, les Blancs d'Amérique latine représentent la catégorie ethnique la plus importante du continent. D'après une étude menée par Simon Schwartzman sur les politiques éducatives et la cohésion sociale en Amérique latine, 10 000 personnes de sept différents pays du continent, soit 34 % des personnes interrogées, s'identifient elles-mêmes en tant que « blancs ». En Amérique du Sud, les Blancs d'origine européenne comptent plus de 160 millions d'individus, soit plus de 40 % de la population générale, ce qui en fait le premier groupe du continent.

## Histoire
Plus d'un million d'Espagnols et de Portugais ont fondé leurs propres colonies en Amérique durant la période coloniale. Dans le cas des Portugais au Brésil, elle fut lente des années 1500 à 1640, mais s'accrut notamment durant les années 1701-1760, durant lesquelles 600 000 Portugais arrivèrent de métropole. L'écrivain brésilien Renato Pinto Venâncio estime - sur la base de plusieurs études - que quelque 724 000 Portugais arrivèrent en territoire brésilien durant l'entière période coloniale.

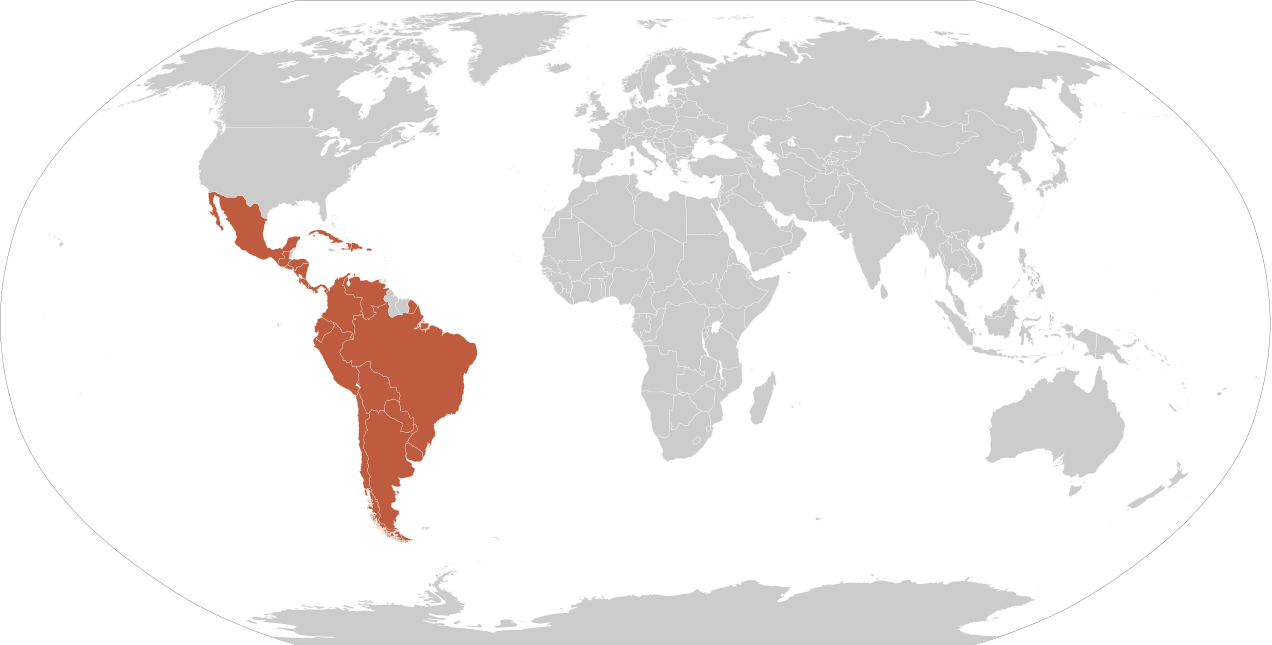
Amérique latine.

Dans le cas particulier des Espagnols, il semblerait, malgré les variantes estimations, que l'immigration des conquistadores et des colons sur le continent s'est faite durant l'entière période coloniale, ce qui expliquerait le métissage ayant pris place dans plusieurs zones. Certaines estimations exposent que 200 000 Espagnols étaient venus en Amérique durant les années 1509-1790. Le Mexique et le Pérou étaient devenus les principales destinations des colonialistes espagnols au XVIe siècle.
Après la guerre d'Indépendance, les chefs de plusieurs pays du continent concluent que le sous-développement de leur pays est dû à la population amérindienne, métisse ou mulâtre, dès lors le projet de « blanchir » la population a été mise en marche. Depuis, la plupart des pays latino-américains ont instauré des lois dans le but d'augmenter l'immigration européenne, et l'Argentine, le Chili, l'Uruguay et le Brésil ont été les destinations privilégiées. Le nombre d'immigrés européens, à la fin du XIXe siècle et au début du XXe siècle, a largement surpassé le nombre de colonialistes. Même si le nombre varie grandement, il est estimé à plus de 12 millions. Entre 1821 et 1932, l'Argentine et le Brésil en accueillirent respectivement 6,4 et 4,4 millions. Certains pays reçurent également, quoiqu'en proportion bien moins importante, une immigration d'origines asiatique et orientale, notamment du Caucase (Arménie), du Moyen-Orient (Liban, Syrie, Palestine) ainsi que du Japon et de la Chine (au Brésil).

## Populations
La plus grande population dite « blanche » est localisée au Brésil, avec 95,3 millions sur un total de 191,9 millions, soit 47,7 % de la population totale. L'Argentine et la Colombie sont respectivement les deuxième et troisième plus grands pays abritant une population majoritairement blanche.  En termes de pourcentage, l'Argentine et l'Uruguay ont la plus grande majorité de population blanche d'origine européenne (90 %). Quelques petites minorités de populations blanches sont localisées au Honduras, avec seulement 4 % de Blancs, soit approximativement 325 000 habitants, ou en Haïti. 
| Pays                   | % local | Population (en millions) |
| ---------------------- | ------- | ------------------------ |
| Brésil                 | 47,7    | 93                       |
| Argentine              | 85,     | 30-38                    |
| Chili                  | 52,7    | 8.2                      |
| Colombie               | 37-40   | 18-25                    |
| Cuba                   | 65,1    | 7.3                      |
| Venezuela              | 42,2,   | 13.6                     |
| Mexique                | 9-20,   | 11-24                    |
| Pérou                  | 15      | 1.2(2021)                |
| Costa Rica             | 82      | 3.8                      |
| Porto Rico             | 75.8    | 2.8                      |
| Uruguay                | 88      | 3                        |
| Panama                 | 10      | 0.390                    |
| République dominicaine | 16      | 1.6                      |
| Bolivie                | 5       | 1.4                      |
| Équateur               | 10.4    | 1.7-5.5                  |
| Paraguay               | 20      | 1.3                      |
| Nicaragua              | 17      | 1                        |